# Štefan Pavlíček
Štefan Pavlíček (* 6. ledna 1950) je bývalý slovenský fotbalista, obránce.

## Fotbalová kariéra
Začínal v SH Senica. V československé lize hrál za Slavii Praha. Nastoupil v 10 ligových utkáních. Gól v lize nedal.

## Ligová bilance
| Ročník                                   | Zápasy | Góly | Klub         |
| ---------------------------------------- | ------ | ---- | ------------ |
| 1. československá fotbalová liga 1977/78 | 8      | 0    | Slavia Praha |
| 1. československá fotbalová liga 1978/79 | 2      | 0    | Slavia Praha |
| CELKEM                                   | 10     | 0    |              |